# Semeno-Karpivka
Semeno-Karpivka  (ucraniano: Семено-Карпівка) es una localidad del Raión de Podilsk en el Óblast de Odesa de Ucrania. Según el censo de 2001, tiene una población de 41 habitantes.